# Octomeria medinae
Octomeria medinae är en orkidéart som beskrevs av Carlyle August Luer och José Portilla. Octomeria medinae ingår i släktet Octomeria och familjen orkidéer.
Artens utbredningsområde är Ecuador. Inga underarter finns listade i Catalogue of Life.